# Scooby Doo i Brygada Detektywów
Scooby Doo i Brygada Detektywów (ang. Scooby-Doo! Mystery Incorporated) – amerykański serial animowany z serii Scooby Doo, wyprodukowany w studiu Warner Bros, nawiązujący stylem i konstrukcją odcinków do oryginalnego serialu, a także do Co nowego u Scooby’ego? Premierowe odcinki pierwszej serii były emitowane na Cartoon Network od 29 sierpnia do 3 października 2011 roku.
Od 21 lipca 2013 roku serial nadawany był na kanale Polsat.

## Obsada głosowa
- Frank Welker – 
  - Scoobert Dooby „Scooby” Doo,
  - Frederick „Fred” Jones Jr.,
  - Barty Blake,
  - różne role
- Matthew Lillard – 
  - Norville „Kudłaty” Rogers,
  - różne role
- Grey DeLisle – 
  - Daphne Blake,
  - Paula Rogers,
  - różne role
- Mindy Cohn – Velma Dinkley
- Lewis Black – Pan E. / Ricky Owens
- Patrick Warburton – Szeryf Bronson Stone
- Gary Cole – burmistrz Frederick „Fred” Jones Sr.
- Vivica A. Fox – Angela Dynamit / Cassidy Williams
- Kate Higgins –
  - burmistrzyni Janet Nettles,
  - różne role
- Frances Conroy – Angie Dinkley
- Kevin Dunn – 
  - Dale Dinkley,
  - różne role
- Kath Soucie – 
  - Nan Blake,
  - różne role
- Casey Kasem – Colton Rogers
- Udo Kier – Profesor Perykles
- Linda Cardellini – Marta „Woda z mięcha” Fleach
- Tia Carrere – 
  - Judy Reeves,
  - różne role
- Tim Matheson – Brad Chiles
- John O’Hurley – szyper Shelton
- Tony Cervone – 
  - Gary (sezon I),
  - różne role
- Jeff Bennett – 
  - Gary (sezon II),
  - różne role
- Mitch Watson – 
  - Ethan,
  - różne role
- Maurice LaMarche – 
  - Vincent Van Ghoul,
  - różne role

## Fabuła
Akcja tej serii toczy się w rodzimym miasteczku Kryształowym Zdroju (ang. Crystal Cove) położonym w Kalifornii. Miasteczko to nazywane jest „najstraszniejszym miejscem na Ziemi”, gdzie duchy, potwory i inne zjawiska paranormalne są największą turystyczną atrakcją. Jego mieszkańcy: Fred Jones, Daphne Blake, Velma Dinkley, Norville „Kudłaty” Rogers i ich pies, Scooby Doo, mają więc pełne ręce roboty, co jednak nie bardzo podoba się ich rodzicom.
Poza zwykłymi zagadkami, przyjaciele mają również do rozwiązania inną tajemnicę: przed laty w Kryształowym Zdroju zaginęło czworo nastoletnich detektywów, zwanych Brygadą Detektywów, którzy dziwnym trafem przypominają nową czwórkę (mieli oni także gadającego zwierzaka – papugę, Peryklesa). Na trop zaginionych bohaterowie wpadają dzięki tajemniczemu panu E, który podrzuca im kolejne wskazówki.

## Bohaterowie
W porównaniu do poprzednich serii, nastąpiły zmiany w charakterach i wyglądzie głównych postaci. Daphne jest zakochana we Fredzie, który przez swoją obsesję na punkcie pułapek nie zdaje sobie sprawy ani z jej, ani ze swoich własnych uczuć. Velma stała się nie tylko bardziej cyniczna, ale także zaczęła bardziej dbać o swój wygląd (kokardy we włosach oraz tusz na rzęsach). Ponadto potajemnie spotyka się z Kudłatym, który rozdarty jest pomiędzy swoimi uczuciami do niej a przyjaźnią ze Scoobym.
W tej serii poznajemy także rodziny naszych bohaterów. Ojciec Freda, burmistrz Fred Jones senior, chce, by jego syn w przyszłości został jego następcą. Rodzice Daphne, Barty i Nan Blake’owie, którzy wyglądają jak Fred i Daphne 20 lat starsi, pragną, by ich córka zrobiła karierę, jak jej siostry: Daisy, Dawn, Dorothy i Delilah. Angie i Dale Dinkleyowie, trudniący się oprowadzaniem turystów po Kryształowym Zdroju, widzą w działalności Velmy i spółki zagrożenie dla swoich interesów. Natomiast Colton i Paula Rogersowie martwią się dziwnym zachowaniem syna i winią za to jego przyjaciół. Ponadto poznajemy szeryfa Bronsona Stone’a, DJ-kę z lokalnej stacji radiowej Angelę Dynamit oraz tajemniczego pana E.

## Wersja polska
Dystrybucja na terenie Polski: Galapagos Films

Wersja polska: Master Film

Reżyseria: Agata Gawrońska-Bauman

Dialogi:
- Dorota Filipek-Załęska (odc. 1-4),
- Kamila Klimas-Przybysz (odc. 5-52)

Dźwięk:
- Mateusz Michniewicz (odc. 1-4),
- Elżbieta Mikuś (odc. 5-39),
- Jacek Osławski (odc. 40-52)

Montaż:
- Paweł Siwiec (odc. 1-4),
- Jan Graboś (odc. 5-8, 27-39),
- Gabriela Turant-Wiśniewska (odc. 9-26),
- Jacek Osławski (odc. 40-52)

Kierownictwo produkcji:
- Katarzyna Fijałkowska (odc. 1-26),
- Agnieszka Kołodziejczyk (odc. 27-52)

Wystąpili:
- Ryszard Olesiński – Scoobert Dooby „Scooby” Doo
- Jacek Bończyk – Norville „Kudłaty” Rogers
- Agata Gawrońska-Bauman – Velma Dinkley
- Jacek Kopczyński – Frederick „Fred” Jones Jr.
- Beata Jankowska-Tzimas – Daphne Blake
- Julia Kołakowska – Brenda
- Anna Sroka – Greta Gator
- Agnieszka Fajlhauer – Dusk
- Janusz Wituch – 
  - Pan E. / Ricky Owens,
  - Brokułowiec (odc. 5),
  - Szybki Wozik (odc. 14)
- Adam Bauman – Szeryf Bronson Stone
- Wojciech Paszkowski – burmistrz Frederick „Fred” Jones Sr. / Dziwoląg z Kryształowego Zdroju
- Anna Gajewska – Angela Dynamit / Cassidy Williams
- Agnieszka Kunikowska – burmistrzyni Janet Nettles
- Anna Apostolakis – Angie Dinkley
- Paweł Szczesny –
  - Dale Dinkley,
  - Lord Berry (odc. 8),
  - Stylowy Fantom (Jonathan Wellington Muddlemore) / Lord Infernicus (odc. 14),
  - organizator Międzystanowych Finałów Detektywów (odc. 14),
  - farmer (odc. 27, 43),
  - doktor Henklefust (odc. 29),
  - Ned Fussbuster (odc. 31),
  - Valdesh Helgenjew (odc. 41),
  - Albrecht J. Schwartz (odc. 45)
- Izabella Bukowska –
  - Nan Blake (oprócz odc. 42, 46, 52),
  - Pani Feist (odc. 30),
  - Rodzona (odc. 34)
- Miłogost Reczek –
  - Barty Blake,
  - rzecznik Kipple (odc. 29),
  - prof. Enrique Andelusossa (odc. 49)
- Brygida Turowska –
  - Paula Rogers,
  - syrena Amy / Amy Cavenaugh (odc. 20),
  - Lady Marmolada (odc. 23),
  - Baba Jaga (odc. 28),
  - Frau Gluck (odc. 37),
  - żona farmera (odc. 43),
  - kelnerka (odc. 45),
  - mama (odc. 46)
- Cezary Kwieciński – 
  - Colton Rogers,
  - ogrodnik (odc. 10)
- Grzegorz Pawlak −
  - Profesor Perykles,
  - Max Minner (odc. 9),
  - Jax Minner (odc. 9),
  - Cykada (odc. 13)
  - Zła Pizza (odc. 23)
- Monika Wierzbicka – 
  - Marta „Woda z mięcha” Fleach/Czarna Lilith,
  - kelnerka (odc. 20),
  - Regina Wentworth (odc. 25),
  - Kapłanka (odc. 49)
- Monika Kwiatkowska − Judy Reeves
- Krzysztof Banaszyk – Brad Chiles (oprócz odc. 25-26)
- Jan Kulczycki –
  - szyper Shelton,
  - Kalareporzodkiew (odc. 5),
  - Harry Schnesle-Boysen (odc. 19),
  - woźny (odc. 41)
- Grzegorz Kwiecień − 
  - Gary,
  - Krabolud / Bud Piegus (odc. 4),
  - Rendy (odc. 6),
  - Gus Box (odc. 7),
  - Pirat #2 (odc. 8),
  - Rick Yantz (odc. 13),
  - Rekinek (odc. 14),
  - Brad Chiles (odc. 25-26),
  - Randy Warsaw (odc. 32),
  - Doodle McGuiness (odc. 41),
  - Ian Hope (odc. 44)
- Klaudiusz Kaufmann –
  - Ethan,
  - Dylan (odc. 4, 21, 35),
  - chłopak (odc. 8),
  - bezgłowy potwór (odc. 22),
  - Niemieckie roboty (odc. 37, 52)
- Wojciech Machnicki –
  - Vincent Van Ghoul,
  - pirat #1 (odc. 8),
  - Charles „Cachinga” Wheatlesby (odc. 22, 45),
  - Fernando El Aquirre (odc. 34, 48),
  - Dynopies (odc. 40)
- Hanna Kinder-Kiss –
  - turystka (odc. 1),
  - Artur (odc. 5),
  - Mama Randy’ego (odc. 6),
  - Babcia Promyk (odc. 13),
  - mama Szeryfa Stone’a (odc. 24),
  - dziekan Dean Fenk (odc. 25, 36),
  - Francilee Jackson / Agatha Juniper Sholenheimer (odc. 30, 45),
  - starsza kobieta (odc. 39),
  - dżdżownica (odc. 41),
  - ponura farmerka (odc. 43)
- Mirosław Wieprzewski –
  - robotnik #1 (odc. 1),
  - Peter Tryskuś (odc. 4),
  - tata Randy’ego (odc. 6),
  - Gnom / Gil Krótkie Nogi (odc. 8),
  - reżyser programu (odc. 19),
  - Winslow Fleach (odc. 21),
  - Don Fong (odc. 36),
  - pracownik ochrony (odc. 42),
  - mężczyzna #1 (odc. 46)

- Marek Bocianiak –
  - robotnik #2 (odc. 1),
  - ojciec pechowej dziewczynki (odc. 2)
- Mikołaj Klimek – robotnik #3 (odc. 1)
- Waldemar Barwiński –
  - Franklin Fruitmeir (odc. 1),
  - pracownik ośrodka dla agresywnych zwierząt (odc. 10),
  - Rude Boy (odc. 44),
  - tata pechowej dziewczynki (odc. 2, 36, 46)
- Mieczysław Morański –
  - prof. Emmanuel Raffalo (odc. 1),
  - listonosz (odc. 2),
  - Danny Darrow (odc. 17),
  - doktor Zin (odc. 40),
  - prof. Horacy Kharon / tancerz (odc. 46, 48)

- Andrzej Blumenfeld –
  - Gerard Gator (odc. 2),
  - brat Szypra Sheltona (odc. 20)
- Jarosław Domin –
  - Gunther Gator (odc. 2),
  - policjant (odc. 4)
  - Fantom / Daniel „Klawy Portek” Prezette (odc. 7)
- Jacek Wolszczak – kierowca (odc. 3)
- Krzysztof Szczerbiński – Rung Drabinton (odc. 3)
- Stefan Knothe –
  - George Avocados (odc. 3),
  - prof. H.P. Hatecraft (odc. 12, 25)

- Dominika Kluźniak – Mary Ann Gleardon (odc. 5, 39)
- Włodzimierz Press – doktor Portio (odc. 5)
- Joanna Pach –
  - Alicja Maj (Alicja Carswell) / Panna Zjawa / Obliteratix (odc. 6, 25),
  - pechowa dziewczynka (odc. 36),
  - Krissy Kristy (odc. 44),
  - Niunia (odc. 44, 46, 48, 52)

- Robert Tondera –
  - Gene Shepherd (odc. 31),
  - George Avocados (odc. 38, 41)
- Dariusz Odija – Ed Maszyna (odc. 6)
- Agnieszka Matynia –
  - Sally „Igła” McKnight (odc. 7, 44),
  - kobieta z filmu (odc. 7),
  - dziewczynka (odc. 46)
- Katarzyna Łaska – Kim „Luna” Moss (odc. 7)
- Anna Wodzyńska – Muffy „Cień” St. James (odc. 7, 44)
- Jolanta Wołłejko – królowa Amanda (odc. 8)
- Kinga Tabor-Szymaniak – dziewczyna (odc. 8)
- Zbigniew Konopka – Rusty Gnales (odc. 9)
- Sebastian Cybulski – Jason Wyott (odc. 10)
- Izabela Dąbrowska – mama Jasona (odc. 10)
- Robert Tondera –
  - Harlan Ellison (odc. 12, 52),
  - Gene Shepherd (odc. 31),
  - George Avocados (odc. 38, 41),
  - dr Benton C. Quest (odc. 40)
- Aleksander Mikołajczak – 
  - Hugh Dederdee (odc. 13),
  - Poczwar / Arcus Fentonpoof (odc. 19),
  - dr Spike Cavanaugh (odc. 20)
- Zbigniew Kozłowski – Golfista #1 (odc. 13)
- Andrzej Chudy –
  - Ed Maszyna (odc. 13, 16, 26),
  - Czerwony Czarownik / pan Chen (odc. 15, 18),
  - Przedstawiciel Destroido (odc. 18),
  - sierżant (odc. 27),
  - kustosz Vronsky (odc. 28),
  - Błękitny Sokół / Radley Crown (odc. 40)
- Agnieszka Fajlhauer – Dyrektor Quinlan (odc. 14)
- Jakub Szydłowski –
  - Kapitan Jaskiniowiec (odc. 14),
  - Odnarb (odc. 15),
  - Biały Czarownik / pan Wang (odc. 18)
- Kacper Kuszewski – Jabberjaw (odc. 14)
- Katarzyna Tatarak – Afrodyta / Amanda Smythe (odc. 16)
- Joanna Kudelska – Mai Le (odc. 18)
- Paweł Ciołkosz – Ray (odc. 18)
- Barbara Kałużna – 
  - aktorka w filmie (odc. 19),
  - Marion Spartan (odc. 22)
- Radosław Pazura – 
  - głos w reklamie (odc. 19),
  - doktor Rick Spartan (odc. 22, 45),
  - Race Bannon (odc. 40)
- Beata Łuczak –
  - kelnerka z „Krwistego Jadła” (odc. 19-20, 43),
  - Kim „Luna” Moss (odc. 44)
  - pechowa dziewczynka (odc. 46)
- Marcin Mroziński – Ernesto (odc. 20)
- Karol Wróblewski –
  - Bucky (odc. 24),
  - Splatacz Snów / Horbert Feist (odc. 30),
  - ojciec pechowej dziewczynki (odc. 36),
  - Blaine LeFranc (odc. 41),
  - zastępca szeryfa (odc. 43, 45),
  - lekarz (odc. 44)

- Elżbieta Gaertner – dziekan Dean Fenk (odc. 25)
- Adam Krylik –
  - Płaczący Klaun / Bayler Hotner (odc. 27, 29),
  - robotnik #1 (odc. 32),
  - Doogle McGuiness (odc. 35, 41),
  - foka Toma i Tuba (odc. 37)
- Piotr Bąk –
  - zniekształcony głos Velmy (odc. 27),
  - Melvin Keisterbaum (odc. 30),
  - Cmentarny Ghoul / Hrabia Evallo von Meanskrieg (odc. 33),
  - Thraxy (odc. 35)

- Aleksandra Rojewska –
  - Anna Arkadyevna (odc. 28),
  - Daisy Blake, siostra Daphne (odc. 31)

- Michał Mikołajczak –
  - Butch Firbanks (odc. 32),
  - Brzydki Jimmy (odc. 34),
  - Benson Fuhrman (odc. 38)
- Ilona Kuśmierska – Babcia Jeden Ząbek (odc. 34)
- Jacek Król –
  - Hebediah Grim (odc. 35),
  - Dan Fluunk (odc. 36),
  - Krampus (odc. 39),
  - brat Gabriel Sera (odc. 41),
  - Nibiru (odc. 51-52)
- Maciej Falana – Tub (odc. 37)
- Bernard Lewandowski –
  - Tom (odc. 37),
  - chłopak (odc. 39)
- Elżbieta Jędrzejewska – Nan Blake (odc. 42, 46, 52)
- Julia Kunikowska – Martha Quinn (odc. 44)
- Otar Saralidze – Dandys Rozbójnik / bibliotekarz (odc. 46)

Lektor: Leszek Zduń

## Przegląd sezonów
| Seria | Seria | Odcinki | Premierowa emisja | Premierowa emisja | Premierowa emisja | Premierowa emisja   |
| Seria | Seria | Odcinki | Premiera serii    | Finał serii       | Premiera serii    | Finał serii         |
| ----- | ----- | ------- | ----------------- | ----------------- | ----------------- | ------------------- |
|       | 1     | 26      | 5 kwietnia 2010   | 26 lipca 2011     | 29 sierpnia 2011  | 3 października 2011 |
|       | 2     | 26      | 30 lipca 2012     | 5 kwietnia 2013   | 10 września 2012  | 22 maja 2013        |

## Lista odcinków
| Premiera w USA        | Premiera w Polsce | Premiera w Polsce  | Nr odcinka | Nr odcinka | Polski tytuł                         | Angielski tytuł                             |
| Premiera w USA        | Wydanie DVD       | Emisja telewizyjna | kolejny    | w serii    | Polski tytuł                         | Angielski tytuł                             |
| --------------------- | ----------------- | ------------------ | ---------- | ---------- | ------------------------------------ | ------------------------------------------- |
|                       |                   |                    |            |            |                                      |                                             |
| SERIA PIERWSZA        |                   |                    |            |            |                                      |                                             |
|                       |                   |                    |            |            |                                      |                                             |
| 05.04.2010 12.07.2010 | 11.02.2011        | 29.08.2011         | 01         | 01         | Strzeż się potwora z podziemi        | Beware The Beast from Below                 |
|                       |                   |                    |            |            |                                      |                                             |
| 19.07.2010            | 11.02.2011        | 30.08.2011         | 02         | 02         | Straszliwe stwory                    | The Creeping Creatures                      |
|                       |                   |                    |            |            |                                      |                                             |
| 26.07.2010            | 11.02.2011        | 31.08.2011         | 03         | 03         | Tajemnica tira widmo                 | Secret of the Ghost Rig                     |
|                       |                   |                    |            |            |                                      |                                             |
| 02.08.2010            | 11.02.2011        | 01.09.2011         | 04         | 04         | Zemsta Kraboluda                     | Revenge of the Man Crab                     |
|                       |                   |                    |            |            |                                      |                                             |
| 09.08.2010            | 13.05.2011        | 02.09.2011         | 05         | 05         | Melodia tajemnicy                    | The Song of Mystery                         |
|                       |                   |                    |            |            |                                      |                                             |
| 16.08.2010            | 13.05.2011        | 05.09.2011         | 06         | 06         | Legenda Alicji Maj                   | The Legend of Alice May                     |
|                       |                   |                    |            |            |                                      |                                             |
| 23.08.2010            | 13.05.2011        | 06.09.2011         | 07         | 07         | Lęk przed Fantomem                   | In Fear of the Phantom                      |
|                       |                   |                    |            |            |                                      |                                             |
| 30.08.2010            | 13.05.2011        | 07.09.2011         | 08         | 08         | Dotknięcie gnoma                     | The Grasp of the Gnome                      |
|                       |                   |                    |            |            |                                      |                                             |
| 06.09.2010            | 02.12.2011        | 08.09.2011         | 09         | 09         | Bitwa gigantonautów                  | Battle Of The Humungonauts                  |
|                       |                   |                    |            |            |                                      |                                             |
| 04.10.2010            | 02.12.2011        | 09.09.2011         | 10         | 10         | Wycie psa potwora                    | Howl of the Fright Hound                    |
|                       |                   |                    |            |            |                                      |                                             |
| 11.10.2010            | 02.12.2011        | 12.09.2011         | 11         | 11         | Tajemne serum                        | The Secret Serum                            |
|                       |                   |                    |            |            |                                      |                                             |
| 18.10.2010            | 02.12.2011        | 09.10.2011         | 12         | 12         | Rycząca wściekłość                   | The Shrieking Madness                       |
|                       |                   |                    |            |            |                                      |                                             |
| 25.10.2010            | 17.02.2012        | 14.09.2011         | 13         | 13         | Zew cykad                            | When the Cicada Calls                       |
|                       |                   |                    |            |            |                                      |                                             |
| 03.05.2011            | 17.02.2012        | 15.09.2011         | 14         | 14         | Międzystanowe finały detektywów      | Mystery Solvers Club State Finals           |
|                       |                   |                    |            |            |                                      |                                             |
| 10.05.2011            | 17.02.2012        | 16.09.2011         | 15         | 15         | Dziki Ród                            | The Wild Brood                              |
|                       |                   |                    |            |            |                                      |                                             |
| 17.05.2011            | 17.02.2012        | 19.09.2011         | 16         | 16         | Gdzie chadza Afrodyta                | Where Walks Aphrodite                       |
|                       |                   |                    |            |            |                                      |                                             |
| 24.05.2011            | 17.02.2012        | 20.09.2011         | 17         | 17         | Ucieczka z tajemniczego dworu        | Escape From Mystery Manor                   |
|                       |                   |                    |            |            |                                      |                                             |
| 31.05.2011            | 17.02.2012        | 21.09.2011         | 18         | 18         | Tajemnica smoka                      | The Dragon’s Secret                         |
|                       |                   |                    |            |            |                                      |                                             |
| 07.06.2011            | 17.02.2012        | 22.09.2011         | 19         | 19         | Poczwar                              | Nightfright                                 |
|                       |                   |                    |            |            |                                      |                                             |
| 14.06.2011            | 13.04.2012        | 23.09.2011         | 20         | 20         | Pieśń syreny                         | The Siren's Song                            |
|                       |                   |                    |            |            |                                      |                                             |
| 21.06.2011            | 13.04.2012        | 26.09.2011         | 21         | 21         | Groźba mantikory                     | Menace of the Manticore                     |
|                       |                   |                    |            |            |                                      |                                             |
| 28.06.2011            | 13.04.2012        | 27.09.2011         | 22         | 22         | Bezgłowy potwór                      | Attack of the Headless Horror               |
|                       |                   |                    |            |            |                                      |                                             |
| 05.07.2011            | 13.04.2012        | 28.09.2011         | 23         | 23         | Duchy w Kryształowym Zdroju          | A Haunting in Crystal Cove                  |
|                       |                   |                    |            |            |                                      |                                             |
| 12.07.2011            | 13.04.2012        | 29.09.2011         | 24         | 24         | Sędzia Widmo                         | Dead Justice                                |
|                       |                   |                    |            |            |                                      |                                             |
| 19.07.2011            | 13.04.2012        | 30.09.2011         | 25         | 25         | Klątwa z zaświatów                   | Pawn of Shadows                             |
|                       |                   |                    |            |            |                                      |                                             |
| 26.07.2011            | 13.04.2012        | 03.10.2011         | 26         | 26         | Tajemnica Dziwoląga                  | All Fear the Freak                          |
|                       |                   |                    |            |            |                                      |                                             |
| SERIA DRUGA           |                   |                    |            |            |                                      |                                             |
|                       |                   |                    |            |            |                                      |                                             |
| 30.03.2012 30.07.2012 | 06.12.2013        | 10.09.2012         | 27         | 01         | Płaczący Klaun                       | The Night the Clown Cried                   |
|                       |                   |                    |            |            |                                      |                                             |
| 31.07.2012            | 06.12.2013        | 11.09.2012         | 28         | 02         | Dom na kurzych łapkach               | The House of the Nightmare Witch            |
|                       |                   |                    |            |            |                                      |                                             |
| 01.08.2012            | 06.12.2013        | 12.09.2012         | 29         | 03         | Płaczący Klaun, część 2: Łzy zagłady | The Night the Clown Cried II: Tears of Doom |
|                       |                   |                    |            |            |                                      |                                             |
| 02.08.2012            | 06.12.2013        | 13.09.2012         | 30         | 04         | Sieć Splatacza Snów                  | Web of the Dreamweaver!                     |
|                       |                   |                    |            |            |                                      |                                             |
| 03.08.2012            | 06.12.2013        | 14.09.2012         | 31         | 05         | Hodag przestrachu                    | The Hodag of Horror                         |
|                       |                   |                    |            |            |                                      |                                             |
| 06.08.2012            | 06.12.2013        | 17.09.2012         | 32         | 06         | Sztuka ciemności                     | Art of Darkness!                            |
|                       |                   |                    |            |            |                                      |                                             |
| 07.08.2012            | 07.02.2014        | 18.09.2012         | 33         | 07         | Cmentarne strachy                    | The Gathering Gloom                         |
|                       |                   |                    |            |            |                                      |                                             |
| 08.08.2012            | 07.02.2014        | 19.09.2012         | 34         | 08         | Noc na Nawiedzonej Górze             | The Night on Haunted Mountain               |
|                       |                   |                    |            |            |                                      |                                             |
| 09.08.2012            | 07.02.2014        | 20.09.2012         | 35         | 09         | Surowy Sędzia                        | Grim Judgment                               |
|                       |                   |                    |            |            |                                      |                                             |
| 10.08.2012            | 07.02.2014        | 21.09.2012         | 36         | 10         | Widziadła                            | Night Terrors                               |
|                       |                   |                    |            |            |                                      |                                             |
| 13.08.2012            | 07.02.2014        | 24.09.2012         | 37         | 11         | Strefa Północy                       | The Midnight Zone                           |
|                       |                   |                    |            |            |                                      |                                             |
| 14.08.2012            | 07.02.2014        | 25.09.2012         | 38         | 12         | Straszny grizzly                     | Scarebear                                   |
|                       |                   |                    |            |            |                                      |                                             |
| 15.08.2012            | 07.02.2014        | 26.09.2012         | 39         | 13         | Gniew Krampusa                       | Wrath of the Krampus                        |
|                       |                   |                    |            |            |                                      |                                             |
| 16.08.2012            | 23.05.2014        | 06.05.2013         | 40         | 14         | Serce zła                            | Heart of Evil                               |
|                       |                   |                    |            |            |                                      |                                             |
| 17.08.2012            | 23.05.2014        | 07.05.2013         | 41         | 15         | Teatr zagłady                        | Theater of the Doomed                       |
|                       |                   |                    |            |            |                                      |                                             |
| 25.03.2013            | 23.05.2014        | 08.05.2013         | 42         | 16         | Obcy są wśród nas                    | Aliens Among Us                             |
|                       |                   |                    |            |            |                                      |                                             |
| 25.03.2013            | 23.05.2014        | 09.05.2013         | 43         | 17         | Straszliwe stado                     | The Horrible Herd                           |
|                       |                   |                    |            |            |                                      |                                             |
| 26.03.2013            | 23.05.2014        | 10.05.2013         | 44         | 18         | Taniec nieumarłych                   | Dance of the Undead                         |
|                       |                   |                    |            |            |                                      |                                             |
| 27.03.2013            | 23.05.2014        | 13.05.2013         | 45         | 19         | Gluten                               | The Devouring                               |
|                       |                   |                    |            |            |                                      |                                             |
| 28.03.2013            | 23.05.2014        | 14.05.2013         | 46         | 20         | Pieniądze albo życie!                | Stand and Deliver                           |
|                       |                   |                    |            |            |                                      |                                             |
| 29.03.2013            | 29.08.2014        | 15.05.2013         | 47         | 21         | Człowiek w lustrze                   | The Man in the Mirror                       |
|                       |                   |                    |            |            |                                      |                                             |
| 02.04.2013            | 29.08.2014        | 16.05.2013         | 48         | 22         | Koszmar w czerwieni                  | Nightmare in Red                            |
|                       |                   |                    |            |            |                                      |                                             |
| 03.04.2013            | 29.08.2014        | 17.05.2013         | 49         | 23         | Ciemna noc łowców                    | Dark Night of the Hunters                   |
|                       |                   |                    |            |            |                                      |                                             |
| 04.04.2013            | 29.08.2014        | 20.05.2013         | 50         | 24         | Bramy mroku                          | Gates of Gloom                              |
|                       |                   |                    |            |            |                                      |                                             |
| 05.04.2013            | 29.08.2014        | 21.05.2013         | 51         | 25         | Po drugiej stronie                   | Through the Curtain                         |
|                       |                   |                    |            |            |                                      |                                             |
| 05.04.2013            | 29.08.2014        | 22.05.2013         | 52         | 26         | Przemiana                            | Come Undone                                 |
|                       |                   |                    |            |            |                                      |                                             |

## Tabela potworów
| Nr. | Tytuł odcinka                        | Potwór/Zjawa/Robot                                        | Sprawca/cy                                      |
| --- | ------------------------------------ | --------------------------------------------------------- | ----------------------------------------------- |
| 1.  | Strzeż się potwora z podziemi        | Mutant z deseru Fruitmeira                                | Profesor Raffalo                                |
| 2.  | Straszliwe stwory                    | Gatoroludy                                                | Greta Gator, Ginter Gator i Grady Gator         |
| 3.  | Tajemnica Tira-Widmo                 | Tir widmo                                                 | Rung Drabinton                                  |
| 4.  | Zemsta kraboluda                     | Krabolud                                                  | Bad Piegus                                      |
| 5.  | Melodia Tajemnicy                    | Que Horrifico                                             | Mary Ann Gleardon.                              |
| 6.  | Legenda Alicji Maj                   | Panna Zjawa                                               | Alicja Maj / Alicja Carswell                    |
| 7.  | Lęk przed Fantomem                   | Fantom                                                    | Daniel „Klawy Portek” Prezette                  |
| 8.  | Dotknięcie Gnoma                     | Gnom                                                      | Gill Krótkie Nogi                               |
| 9.  | Bitwa Gigantonautów                  | para Gigantonautów                                        | Max i Jax Minner                                |
| 10. | Wycie Psa Potwora                    | Zły robot pies                                            | mama Jasona                                     |
| 11. | Tajemne serum                        | Wampirzyca                                                | Sheila Antoonian                                |
| 12. | Rycząca wściekłość                   | Char gar Gothakon                                         | Rhino                                           |
| 13. | Zew Cykad                            | Cykady                                                    | Babcia Promyk                                   |
| 14. | Międzystanowe Finały Detektywów      | Płomienny Fantom                                          | Stylowy Fantom / Jonathan Wellington Muddlemore |
| 15. | Dziki Ród                            | Zły Ork podszywający się pod Dziki Ród                    | Maxwell                                         |
| 16. | Gdzie chadza Afrodyta                | Afrodyta                                                  | Amanda Smythe                                   |
| 17. | Ucieczka z Tajemniczego Dworu        | brak                                                      | Danny Darrow                                    |
| 18. | Tajemnica smoka                      | Biały Czarownik i Czerwony Czarownik                      | pan Wang i Chen                                 |
| 19. | Poczwar                              | Poczwar                                                   | Arcus Fentonpoof                                |
| 20. | Pieśń syreny                         | Zmutowane syreno-potwory                                  | Ernesto i jego paczka                           |
| 21. | Groźba mantikory                     | Mantikora                                                 | Marta „Woda z mięcha” Fleach                    |
| 22. | Bezgłowy potwór                      | Potwór bez głowy                                          | Marion Spartan                                  |
| 23. | Duchy w Kryształowym Zdroju          | Zakapturzony duch                                         | Profesor Perykles                               |
| 24. | Sędzia widmo                         | Duch szeryfa Williama Williamsona                         | Zastępca szeryfa                                |
| 25. | Klątwa z zaświatów                   | Obliteratix Dziwoląg z Krzyształowego Zdroju              | Alicja Maj / Alicja Carswell Profesor Perykles  |
| 26  | Tajemnica dziwoląga                  | Dziwoląg z Kryształowego Zdroju                           | burmistrz Frederick „Fred” Jones Sr.            |
| 27. | Płaczący klaun                       | Płaczący klaun                                            | nieznany                                        |
| 28. | Dom na kurzych nogach                | Baba Jaga i jej chodzący dom                              | kustosz Vronsky                                 |
| 29. | Płaczący klaun Część 2 : Łzy zagłady | Płaczący klaun                                            | Baylor Hotner                                   |
| 30. | Sieć splatacza snów                  | Splatacz Snów                                             | Horbert Feist                                   |
| 31. | Hodag przestrachu                    | Hodag                                                     | Ned Fussbuster i jego małpa                     |
| 32. | Sztuka ciemności                     | Złom                                                      | Butch Firbanks                                  |
| 33. | Cmentarne strachy                    | Cmentarny gul                                             | Evallo von Meanskring                           |
| 34. | Noc na nawiedzonej górze             | Czarna Lilith                                             | Marta „Woda z mięcha” Fleach                    |
| 35. | Surowy Sędzia                        | Sędzia widmo                                              | Gary i Ethan                                    |
| 36. | Widziadła                            | Fiend                                                     | Dan Fluunk                                      |
| 37. | Strefa północy                       | Niemieckie roboty                                         | Profesor Perykles                               |
| 38. | Straszny grizzly                     | Zmutowany Grizzly                                         | Benson Fuhrman                                  |
| 39. | Gniew krampusa                       | Krampus                                                   | Brygada detektywów i Jason Wyatt                |
| 40. | Serce zła                            | Mechaniczny smok                                          | doktor Zin i jego córka Jenny                   |
| 41. | Teatr zagłady                        | Duch brata Serry                                          | George Avocados                                 |
| 42. | Obcy są wśród nas                    | Kosmici                                                   | Trójka poszukiwanych przestępców                |
| 43. | Straszliwe stado                     | Zmutowane krowo-pszczoło-piranie                          | Profesor Perykles                               |
| 44. | Taniec nieumarłych                   | Duchy zespołu Rude Boy and the Ska Tastics                | Prawdziwy zespół                                |
| 45. | Gluten                               | Demon glutenu                                             | Francilee Jackson                               |
| 46. | Pieniądze albo życie!                | Dandys Rozbójnik                                          | bibliotekarz                                    |
| 47. | Człowiek w lustrze                   | Fałszywy Fred i fałszywa Daphne                           | Brad Chiles i Judy Reevs                        |
| 48. | Koszmar w czerwieni                  | Potwór międzywymiarowy                                    | Fernando El Aguirre                             |
| 49. | Ciemna noc łowców                    | Zła Kapłanka                                              | prof. Enrique Andelusossa                       |
| 50. | Bramy mroku                          | Niemieckie roboty                                         | Profesor Perykles i Zły Anunaki                 |
| 51. | Po drugiej stronie                   | Niemieckie roboty                                         | Profesor Perykles i Zły Anunaki                 |
| 52. | Przemiana                            | Niemieckie roboty, Zły Anunaki, zmutowane potwory Anunaki | Profesor Perykles i Zły Anunaki                 |

## Piosenki
| Tytuł                                                                                   | Wykonawca                                                    | Słowa piosenki                                         | Odcinek | Wersja językowa   |
| --------------------------------------------------------------------------------------- | ------------------------------------------------------------ | ------------------------------------------------------ | ------- | ----------------- |
| „Fantzee Pantz”                                                                         | Daniel Prezette/Klawy Portek                                 | Andy Sturmer, Mark Banker i Mitch Watson               | 7       | Stany Zjednoczone |
| „Earth, Wind, Fire and Air” „Mrok, Blask, Ogień i Wiatr”                                | Hex Girls Eko Wiedźmy/Czarownice (Luna, Cień, Igła)          | Bodie Chandler i Glenn Leopold                         | 7       | Polska            |
| „Hex Girls” „Lepiej Strzeż Się”                                                         | Hex Girls Eko Wiedźmy/Czarownice (Luna, Cień, Igła)          | Bodie Chandler i Glenn Leopold                         | 7       | Polska            |
| „Trap of Love” „Miłość Zła”                                                             | Hex Girls Eko Wiedźmy/Czarownice (Luna, Cień, Igła i Daphne) | Andy Sturmer, Mark Banker, Tony Cervone i Mitch Watson | 7       | Polska            |
| „The Words Get Stuck In My Throat” „Ale wiem, że zabraknie mi słów”                     | Trini Lee                                                    | H.B. Barnum                                            | 9       | Polska            |
| „Char Gar Gothakon, The Beast That Hath No Name” „Char Gar Gothakon, Bezimienna Bestia” | Ernesto                                                      | Mitch Watson i Robert J. Kral                          | 12      | Polska            |
| „The Hunters” „Myśliwi”                                                                 | Niedziela po północy (Eeko, Scooby Doo)                      | Andy Sturmer i Mitch Watson                            | 32      | Polska            |
| „The Words Get Stuck in My Throat”                                                      | Trini Lee                                                    | H.B. Barnum                                            | 44      | Stany Zjednoczone |
| „Who Do Voodoo”                                                                         | Hex Girls Eko Wiedźmy/Czarownice (Luna, Cień, Igła)          | Bodie Chandler i Glenn Leopold                         | 44      | Stany Zjednoczone |
| „We're The Good Bad Girls”                                                              | Hex Girls Eko Wiedźmy/Czarownice (Luna, Cień, Igła)          | Dave Wakeling                                          | 44      | Stany Zjednoczone |
| „You're Dead Right Mate” „Grobowcowy Skank”                                             | Rude Boy and The Ska-Tastics                                 | Dave Wakeling                                          | 44      | Stany Zjednoczone |

## Miejsca w serialu
Odwiedzane
- Kalifornia
  - Kryształowy Zdrój (Główne miejsce akcji serii)
  - Gatorsburg (odc 2 i 42)

- Massachusetts
  - Uniwersytet Miskatonic (odc 52)

- Amazonia

- Moskwa (odc 28)

- Jukatan (odc 49)

Wspomniane
- Australia (odc 21)

- stan Rio de Janaeiro
  - Rio de Janeiro (odc 22)

- Bawaria (odc 30 i 32)

- Holandia (odc 31)

- Tanzania (odc 45)
- Strasburg (odc 44)

## Nagrody i nominacje
| Rok  | Nagroda             | Kategoria           | Status    |
| ---- | ------------------- | ------------------- | --------- |
| 2011 | Kids’ Choice Awards | Najlepsza kreskówka | Nominacja |